# Nectandra embirensis
Nectandra embirensis là một loài thực vật thuộc họ Lauraceae. Loài này có ở Brasil, Ecuador, và Peru. Chúng hiện đang bị đe dọa vì mất môi trường sống.